# Pfannenstiel (Thierstein)
Pfannenstiel ist ein Gemeindeteil des Marktes Thierstein im Landkreis Wunsiedel im Fichtelgebirge (Oberfranken, Bayern).

## Geografie
Der Weiler liegt etwa anderthalb Kilometer östlich des Thiersteiner Ortszentrums im Sechsämterland. An der Siedlung vorbei verläuft der Mittelweg, in unmittelbarer Nähe fließt der Dangesbach, ein rechter Zufluss der Eger. In östlicher Richtung schließt sich der Kaiserhammer Forst an.

## Geschichte
Die Bayerische Uraufnahme zeigt Pfannenstiel in den 1810er Jahren mit fünf Herdstellen und fünf Weihern.